# Чапо-Ологское сельское поселение
Чапо-Ологское се́льское поселе́ние Чапо-Ологское — муниципальное образование в Каларском районе Забайкальского края Российской Федерации.
Административный центр — село Чапо-Олого.
24 июля 2020 года упразднено в связи с преобразованием Каларского муниципального района в муниципальный округ.

## История
Статус и границы сельского поселения установлены Законом Читинской области от 19 мая 2004 года «Об установлении границ, наименований вновь образованных муниципальных образований и наделении их статусом сельского, городского поселения в Читинской области».

## Население
| 2010 | 2011 | 2012 | 2013 | 2014 | 2015 | 2016 |
| ---- | ---- | ---- | ---- | ---- | ---- | ---- |
| 155  | ↘154 | ↘147 | ↘139 | →139 | ↗145 | ↘136 |
| 2017 | 2018 | 2019 | 2020 |      |      |      |
| ↗139 | ↘137 | ↗138 | ↗142 |      |      |      |

## Состав сельского поселения
| № | Населённый пункт | Тип населённого пункта       | Население |
| - | ---------------- | ---------------------------- | --------- |
| 1 | Чапо-Олого       | село, административный центр | ↘128      |